# Young Magazine
Lo Young Magazine (ヤングマガジン?, Yangu Magazin) è una rivista giapponese di manga seinen pubblicata dalla Kōdansha. Il primo numero è stato pubblicato nel 1980. Ne esistono due versioni, una settimanale ed una mensile, note rispettivamente come Shūkan Young Magazine (週刊ヤングマガジン? "Young Magazin settimanale") e Gekkan Young Magazine (月刊ヤングマガジン? "Young Magazine mensile"), dai contenuti accostabili.
Su Young Magazine sono stati pubblicati titoli popolari come Akira, Ghost in the Shell, Chobits, Initial D e xxxHOLiC.

## Manga pubblicati

### Versione settimanale
- 3x3 occhi (Yuzo Takada)
- Akira (Katsuhiro Ōtomo)
- Back Street Girls (Jasmine Gyuh)
- Chobits (CLAMP)
- Dragon Head (Minetarō Mochizuki)
- Ghost in the Shell (Masamune Shirow)
- Hantsu x Trash (Hiyoko Kobayashi)
- Higanjima (Koji Matsumoto)
- Initial D (Shuichi Shigeno)
- Kaiji (Nobuyuki Fukumoto)
- Minami-ke (Coharu Sakuraba)
- Origin (Boichi)
- Saru Lock (Naoki Serizawa)
- Wangan Midnight
- xxxHOLiC (CLAMP)
- The Last Man (Tatsuya Egawa)
- Paripi kōmei (Yuto Yotsuba)
- The Killer Inside (Hajime Inoryu)
- Under Ninja (Kengo Hanazawa)

### Versione mensile
- Ghost in the Shell: Stand Alone Complex (Masamune Shirow)
- Let's☆Lagoon (Takeshi Okazaki)
- Magical Sempai (Azu)
- Otto no chinpo ga hairanai (Kodama)